# Chevigney-lès-Vercel
 Chevigney-lès-Vercel  es una población y comuna francesa en la región de Franco Condado, departamento de Doubs, en el distrito de Besanzón y cantón de Vercel-Villedieu-le-Camp.

## Demografía
| 62 | 52 | 56 | 82 | 88 | 109 |
| Para los censos de 1962 a 1999 la población legal corresponde a la población sin duplicidades (Fuente: INSEE [Consultar]) |    |    |    |    |     |